# Jaime Peñafiel
José Juan Jaime Peñafiel Núñez, mais conhecido como Jaime Peñafiel (Granada, 13 de junho de 1932 (92 anos)) é um jornalista espanhol e licenciado em Direito.

## Publicações
- El General y su tropa.
- Los herederos.
- Dios salve a la Reina.
- Dios salve... también al Rey.
- ¿Y quién salva al Príncipe?.
- Un Marichalar en el trono de España
- A golpe de memoria.
- Los tacones de Letizia.
- Los consuertes.
- El hombre que se acuesta con la Reina.
- Juan Carlos y Sofía. Retrato de un matrimonio.
- Mis divorcios reales.
- El rey no abdica.
- Isabel. La amante de sus maridos.
- Anécdotas de oro.
- Los reyes también lloran
- Alto y claro. Los secretos que nunca he contado
- Letizia y yo